# کلیسای جامع کنسولاتا (تهران)
کلیسای جامع کنسولاتا، همچنین به نام کلیسای جامع کاتولیک رومی تهران نیز شناخته می‌شود، یک کلیسای جامع کاتولیک در شهر تهران است که در آن از آیین لاتین یا رومی پیروی می‌کند. این کلیسا نباید با کلیسای جامع حضرت یوسف تهران، که آیین کلدانی در آن دنبال می‌شود، اشتباه گرفته شود.
این کلیسای جامع در نزدیکی سفارت ایتالیا در تهران قرار دارد. این کلیسا، کلیسای جامع اسقف‌نشین کاتولیک رومی تهران-اصفهان (Archidioecesis Teheranensis-Hispahanensis Latinorum) است که در سال ۱۶۲۹ توسط پاپ اوربان هشتم بنیانگذاری شد.
کلیسای جامع کنسولاتا تحت مسئولیت شبانی اسقف سرکیس داویدیان است. با توجه به تنوع ملیت‌های مسیحیان در این شهر تهران، خدمات مذهبی را به زبان‌های مختلف ارائه می‌دهد.